# Округ Булок (Алабама)
Округ Булок (енгл. Bullock County) је округ у америчкој савезној држави Алабама. По попису из 2010. године број становника је 10.914. Седиште округа је град Јунион Спрингс.

## Демографија
Према попису становништва из 2010. у округу је живело 10.914 становника, што је 800 (6,8%) становника мање него 2000. године.
| Група             | 2000.         | 2010.         |
| Белци             | 2.764 (23,6%) | 2.392 (21,9%) |
| Афроамериканци    | 8.564 (73,1%) | 7.666 (70,2%) |
| Азијати           | 21 (0,2%)     | 20 (0,2%)     |
| Хиспаноамериканци | 322 (2,7%)    | 777 (7,1%)    |
| Укупно            | 11.714        | 10.914        |